# إريك إف. غولدمان
إريك إف. غولدمان (بالإنجليزية: Eric F. Goldman)‏ هو مؤرخ ومؤلف أمريكي، ولد في 17 يونيو 1916 في واشنطن العاصمة في الولايات المتحدة، وتوفي في 19 فبراير 1989 في برينستون في الولايات المتحدة.

## وصلات خارجية
- إريك إف. غولدمان على موقع الموسوعة البريطانية (الإنجليزية)